# Dance Dance Revolution Hottest Party
Dance Dance Revolution Hottest Party (ダンスダンスレボリューションホッテストパーティー Dansu Dansu Reboryūshon Hottesuto Pātī), conocido como Dancing Stage Hottest Party en las regiones europeas y oceánicas, es un videojuego lanzado por Konami en 2007 y 2008 a varios países para la consola Wii. Konami llevó el juego más allá de la tradicional configuración de Dance Dance Revolution incorporando el mando de Wii y la almohadilla de baile estándar en un juego de movimiento de cuerpo completo. Tiene dos secuelas, Dance Dance Revolution Hottest Party 2 y Dance Dance Revolution Hottest Party 3.
A diferencia del anterior lanzamiento de Dance Dance Revolution en una consola de Nintendo,  Dance Dance Revolution Mario Mix, Hottest Party no fue una colaboración entre Konami y Nintendo. No es una secuela, pero los accesorios de Nintendo GameCube para Mario Mix son compatibles con Hottest Party.

## Jugabilidad
La jugabilidad no ha cambiado en gran medida con respecto a otros juegos de Dance Dance Revolution. Sin embargo, el juego cuenta con modos adicionales aprovechando el hardware de la Wii. El juego permite la integración del mando de Wii en el modo de juego, donde los pasos pueden ser reemplazados por marcadores que requieren un movimiento de la mano con el mando a distancia. Otros tipos de pasos incluyen pasos que deben ser golpeados dos veces.

### Otros modos
Hottest Party también incluye varios otros modos, incluyendo un Modo Libre, modos multijugador, un modo de batalla y el modo Sincronizar, donde varios jugadores juegan la misma carta, y sólo el juicio de paso más bajo en cada flecha contará. El modo de amistad es un modo opuesto, donde se cuenta el juicio de paso más alto. Hottest Party también incluye el Modo de Entrenamiento.

## Música
La banda sonora de Dance Dance Revolution Hottest Party difiere en el lanzamiento japonés.     "B4U (Rising Sun Mix), Double Tornard, Pluto the First y True Love (Clubstar's True Club Mix) están incluidos en su lugar. Todas las exclusivas japonesas excepto "B4U (Rising Sun Mix)" están disponibles en versiones posteriores de la consola DDR, como Hottest Party 3 y DDR 2010. "Lessons by DJ" en el lanzamiento japonés tiene voz en japonés durante la canción, mientras que todos los demás lanzamientos tienen voz en inglés.
| n.º | Canción                                | Artista              | Originalmente por                |
| --- | -------------------------------------- | -------------------- | -------------------------------- |
| 1   | "1, 2 Step"                            | Lady-S               | Ciara                            |
| 2   | "Clocks"                               | T.R.Master MC        | Coldplay                         |
| 3   | "Yo, Excuse Me Miss"                   | Smooth-1             | Chris Brown                      |
| 4   | "Always (Microbots Trance Dance Mix)"  | Man's Cool           | Erasure                          |
| 5   | "Lips of an Angel"                     | Jet Rockers          | Hinder                           |
| 6   | "Summertime"                           | Eazin'               | DJ Jazzy Jeff & The Fresh Prince |
| 7   | "Blue Monday"                          | WG                   | New Order                        |
| 8   | "Caught Up"                            | Stopped Cold         | Usher                            |
| 9   | "Gypsy Woman"                          | Neo-Gruv             | Crystal Waters                   |
| 10  | "I Don't Feel Like Dancin'"            | Life Aloud           | Scissor Sisters                  |
| 11  | "Little L"                             | Single Funk          | Jamiroquai                       |
| 12  | "The Sign"                             | Honey Sweets         | Ace of Base                      |
| 13  | "Disco Inferno"                        | OK•OK•OK             | The Trammps                      |
| 14  | "Far Away"                             | Traveler             | Nickelback                       |
| 15  | "Nothing But You"                      | Trance Jack          | Paul van Dyk                     |
| 16  | "You Spin Me ‘Round (Like a Record)"   | M.A.N                | Dead or Alive                    |
| 18  | "Too Little, Too Late"                 | PFC                  | JoJo                             |
| 19  | "Buried a Lie"                         | Cools K              | Senses Fail                      |
| 19  | "Finally"                              | Club 90's            | CeCe Peniston                    |
| 20  | "Karma Chameleon"                      | Happy Happy Cores    | Culture Club                     |
| 21  | "Hot Stuff"                            | Disco Queen          | Donna Summer                     |
| 22  | "Call on Me"                           | 2000's Stars         | Janet Jackson featuring Nelly    |
| 23  | "99 Red Balloons"                      | M-Crew project       | Nena                             |
| 24  | "Lesson by DJ"                         | U.T.D & Friends      | U.T.D & Friends                  |
| 25  | "Touchin'"                             | The Lonely Hearts    | The Lonely Hearts                |
| 26  | "Let It Out"                           | True Dreamer         | True Dreamer                     |
| 27  | "Here I Go Again"                      | NM feat. Malaya      | NM feat. Malaya                  |
| 28  | "True♥Love (Clubstar's True Club Mix)" | Jun feat. Schanita   | Jun feat. Schanita               |
| 29  | "Will"                                 | Naoki                | Naoki                            |
| 30  | "Beautiful Inside (Cube::Hard Mix)"    | NM feat. Alison Wade | NM feat. Alison Wade             |
| 31  | "Heavens and the Earth"                | The Lonely Hearts    | The Lonely Hearts                |
| 32  | "Moving On"                            | J.J. Pops            | J.J. Pops                        |
| 33  | "B4U (Rising Sun Mix)"                 | Naoki with J-Ravers  | Naoki                            |
| 34  | "Such a Feeling"                       | U1                   | U1                               |
| 35  | "Confession"                           | Trance Star          | Trance Star                      |
| 36  | "The Reason"                           | Black Rose Garden    | Black Rose Garden                |
| 37  | "Hold Tight"                           | 800 Slopes           | 800 Slopes                       |
| 38  | "Double Tornard"                       | Evo-X                | Evo-X                            |
| 39  | "Mess With My Emotions"                | Latenighter          | Latenighter                      |
| 40  | "Little Steps"                         | Freeman              | Freeman                          |
| 41  | "The Beat"                             | Sparky               | Sparky                           |
| 42  | "Break Down! (World Version)"          | Ele Rocks            | BeForU                           |
| 43  | "Candy (UFO Mix)"                      | The Sweetest         | Luv Unlimited                    |
| 44  | "We Will Live Together"                | Happy CoreMan        | Happy CoreMan                    |
| 45  | "1998 (Sparky 2006)"                   | J-Ravers             | Naoki                            |
| 46  | "I'm Flying Away"                      | Stepper              | Stepper                          |
| 47  | "Love Shine (Body Grooverz 2006 Mix)"  | W.W.S                | Riyu Kosaka                      |
| 48  | "Super Samurai"                        | Jun                  | Jun                              |
| 49  | "TokyoEvolved"                         | NaokiUnderground     | NaokiUnderground                 |
| 50  | "Pluto the First"                      | White Wall           | White Wall                       |

| N.º | Song                                         | Artist               | Originally by                    |
| --- | -------------------------------------------- | -------------------- | -------------------------------- |
| 1   | "1, 2 Step"                                  | Lady-S               | Ciara                            |
| 2   | "Clocks"                                     | T.R.Master MC        | Coldplay                         |
| 3   | "Yo, Excuse Me Miss"                         | Smooth-1             | Chris Brown                      |
| 4   | "Always (Microbots Trance Dance Mix)"        | Man's Cool           | Erasure                          |
| 5   | "Lips of an Angel"                           | Jet Rockers          | Hinder                           |
| 6   | "Summertime"                                 | Eazin'               | DJ Jazzy Jeff & The Fresh Prince |
| 7   | "Blue Monday"                                | WG                   | New Order                        |
| 8   | "Caught Up"                                  | Stopped Cold         | Usher                            |
| 9   | "Gypsy Woman"                                | Neo-Gruv             | Crystal Waters                   |
| 10  | "I Don't Feel Like Dancin'"                  | Life Aloud           | Scissor Sisters                  |
| 11  | "Little L"                                   | Single Funk          | Jamiroquai                       |
| 12  | "The Sign"                                   | Honey Sweets         | Ace of Base                      |
| 13  | "Disco Inferno"                              | OK•OK•OK             | The Trammps                      |
| 14  | "Far Away"                                   | Traveler             | Nickelback                       |
| 15  | "Nothing But You"                            | Trance Jack          | Paul van Dyk                     |
| 16  | "You Spin Me ‘Round (Like a Record)"         | M.A.N                | Dead or Alive                    |
| 17  | "Too Little, Too Late"                       | Okokoro              | JoJo                             |
| 18  | "Buried a Lie"                               | Cools K              | Senses Fail                      |
| 19  | "Finally"                                    | Club 90's            | CeCe Peniston                    |
| 20  | "Gonna Make You Sweat (Everybody Dance Now)" | Rave Attackers       | C+C Music Factory                |
| 21  | "Unappreciated"                              | Wrapped Up           | Cherish                          |
| 22  | "Rhythm Is a Dancer"                         | Spots                | Snap!                            |
| 23  | "Karma Chameleon"                            | Happy Happy Cores    | Culture Club                     |
| 24  | "Hot Stuff"                                  | Disco Queen          | Donna Summer                     |
| 25  | "Call on Me"                                 | 2000's Stars         | Janet Jackson featuring Nelly    |
| 26  | "99 Red Balloons"                            | M-Crew project       | Nena                             |
| 27  | "Lesson by DJ"                               | U.T.D & Friends      | U.T.D & Friends                  |
| 28  | "Touchin'"                                   | The Lonely Hearts    | The Lonely Hearts                |
| 29  | "Let It Out"                                 | True Dreamer         | True Dreamer                     |
| 30  | "Here I Go Again"                            | NM feat. Malaya      | NM feat. Malaya                  |
| 31  | "Will"                                       | Naoki                | Naoki                            |
| 32  | "Beautiful Inside (Cube::Hard Mix)"          | NM feat. Alison Wade | NM feat. Alison Wade             |
| 33  | "Heavens and the Earth"                      | The Lonely Hearts    | The Lonely Hearts                |
| 34  | "Moving On"                                  | J.J. Pops            | J.J. Pops                        |
| 35  | "B4U (The Acolyte Mix)"                      | J-Ravers             | Naoki                            |
| 36  | "Such a Feeling"                             | U1                   | U1                               |
| 37  | "Confession"                                 | Trance Star          | Trance Star                      |
| 38  | "The Reason"                                 | Black Rose Garden    | Black Rose Garden                |
| 39  | "Hold Tight"                                 | 800 Slopes           | 800 Slopes                       |
| 40  | "Mess With My Emotions"                      | Latenighter          | Latenighter                      |
| 41  | "Little Steps"                               | Freeman              | Freeman                          |
| 42  | "The Beat"                                   | Sparky               | Sparky                           |
| 43  | "Break Down! (World Version)"                | Ele Rocks            | BeForU                           |
| 44  | "Candy (UFO Mix)"                            | The Sweetest         | Luv Unlimited                    |
| 45  | "We Will Live Together"                      | Happy CoreMan        | Happy CoreMan                    |
| 46  | "1998 (Sparky 2006)"                         | J-Ravers             | Naoki                            |
| 47  | "I'm Flying Away"                            | Stepper              | Stepper                          |
| 48  | "Love Shine (Body Grooverz 2006 Mix)"        | W.W.S                | Riyu Kosaka                      |
| 49  | "Super Samurai"                              | Jun                  | Jun                              |
| 50  | "TokyoEvolved"                               | NaokiUnderground     | NaokiUnderground                 |

## Recepción
El juego ha recibido generalmente revisiones mixtas. Muchas revisiones coinciden en que los movimientos de la mano refrescan la experiencia de DDR y son una adición positiva al juego.